# Yves Cape
Yves Cape (1º novembre 1960) è un direttore della fotografia belga.

## Filmografia parziale

### Cinema
- La mia vita in rosa (Ma vie en rose), regia di Alain Berliner (1996)
- L'umanità (L'Humanité), regia di Bruno Dumont (1999)
- L'amore imperfetto, regia di Giovanni Davide Maderna (2002)
- Lovely Rita, sainte patronne des cas désespérés, regia di Stéphane Clavier (2003)
- Flandres, regia di Bruno Dumont (2006)
- Bancs publics (Versailles Rive-Droite), regia di Bruno Podalydès (2009)
- Persécution, regia di Patrice Chéreau (2009)
- White Material, regia di Claire Denis (2009)
- Hadewijch, regia di Bruno Dumont (2009)
- Hors Satan, regia di Bruno Dumont (2011)
- Il primo uomo (Le Premier Homme), regia di Gianni Amelio (2011)
- L'amore dura tre anni (L'amour dure trois ans), regia di Frédéric Beigbeder (2012)
- Holy Motors, regia di Leos Carax (2012)
- La religiosa (La Religieuse), regia di Guillaume Nicloux (2013)
- Violette, regia di Martin Provost (2013)
- Two Men in Town, regia di Rachid Bouchareb (2014)
- Vie sauvage, regia di Cédric Kahn (2014)
- Chronic, regia di Michel Franco (2015)
- Quattro vite (Orpheline), regia di Arnaud des Pallières (2016)
- Quello che so di lei (Sage Femme), regia di Martin Provost (2017)
- Las hijas de Abril, regia di Michel Franco (2017)
- La Prière, regia di Cédric Kahn (2018)
- Zombi Child, regia di Bertrand Bonello (2019)
- Fête de famille, regia di Cédric Kahn (2019)
- Nuevo orden, regia di Michel Franco (2020)
- De son vivant, regia di Emmanuelle Bercot (2021)
- Sundown, regia di Michel Franco (2021)
- Memory, regia di Michel Franco (2023)
- Dreams, regia di Michel Franco (2025)

### Televisione
- Chiami il mio agente! (Dix pour cent) – serie TV, 6 episodi (2015)
- C'era una seconda volta (Il était une seconde fois) – serie TV, 4 episodi (2019)

## Riconoscimenti
- European Film Awards
  - 1999 - Candidatura alla migliore fotografia per L'umanità